# Trichterwurm
Der Trichterwurm, die Bienenzelle oder die Südliche Sandkoralle (Sabellaria alveolata) ist ein sessiler, röhrenbauender, riffbildender, als Filtrierer lebender Vielborster (Polychaeta) aus der Familie der Sandkorallen (Sabellariidae), der im nördlichen Atlantischen Ozean zu finden ist.

## Merkmale
Sabellaria alveolata hat einen bis etwa 4 cm langen, dünnen, zylindrischen und glatten, weinroten bis bräunlichen, gefleckten Körper mit 37 borstentragenden Segmenten und einem braun gefärbten Schwanzabschnitt, der sich zum Hinterende hin allmählich verjüngt. Der Postabdomen bezeichnete hinterste Abschnitt liegt nach vorn gefaltet in einer Bauchrinne des Abdomens, wobei der After nach vorn weist. Bei der Geschlechtsreife werden die Weibchen violett und die Männchen weißlich.
Die äußeren Borsten des Operculums sind mit 4 bis 5 Zähnen besetzt, von denen der mittlere glatt und kaum länger als die seitlichen ist. Die mittleren Borsten des Operculums sind gekniet, subdistal ausgehöhlt und verjüngen sich nach distal. Die inneren Borsten der Operculums ähneln den mittleren, sind aber länger. Ventral am Mund sitzen zahlreiche fadenartige Tentakel-Filamente, und zwischen den Tentakel-Zipfeln befinden sich ventral zwei kurze, kegelförmige Palpen.
Das erste borstentragende Segment hat ovale Neuropodien, an denen finde, gezähnte kapillarartige Borsten sitzen. Am zweiten borstentragenden Segment befinden sich an den Neuropodien gezähnte kapillarartige Borsten und ein kleiner dreieckiger Cirrus. Vom zweiten borstentragenden Segment an trägt jedes Segment Kiemen, deren Länge nach hinten hin abnimmt.
Die letzten 3 Segmente des Thorax haben rechteckige Notopodien, an denen jeweils 8 bis 10 große paddelförmige Borsten sitzen. Die Neuropodien tragen keine Cirren, und ihre Borsten ähneln denen an den Notopodien, sind aber kleiner. Das Abdomen zeichnet sich durch Notopodien mit seitlichen, fleischigen Klappen aus, an denen kurze Haken mit jeweils etwa 5 bis 6 Zähnchen sitzen, während die dortigen papillenartigen Neuropodien mit langen, federähnlichen kapillarartigen Borsten besetzt sind.
Sabellaria alveolata ähnelt stark der nahe verwandten Sabellaria spinulosa und ist deshalb von ihr schwer auseinanderzuhalten. Sie unterscheidet sich von dieser vor allem in der Form der Borsten in der äußeren und der mittleren Reihe auf dem Operculum. Zudem können die durch ihre Wohnröhren gebildeten Riffe sehr viel mächtiger werden.

## Wohnröhre

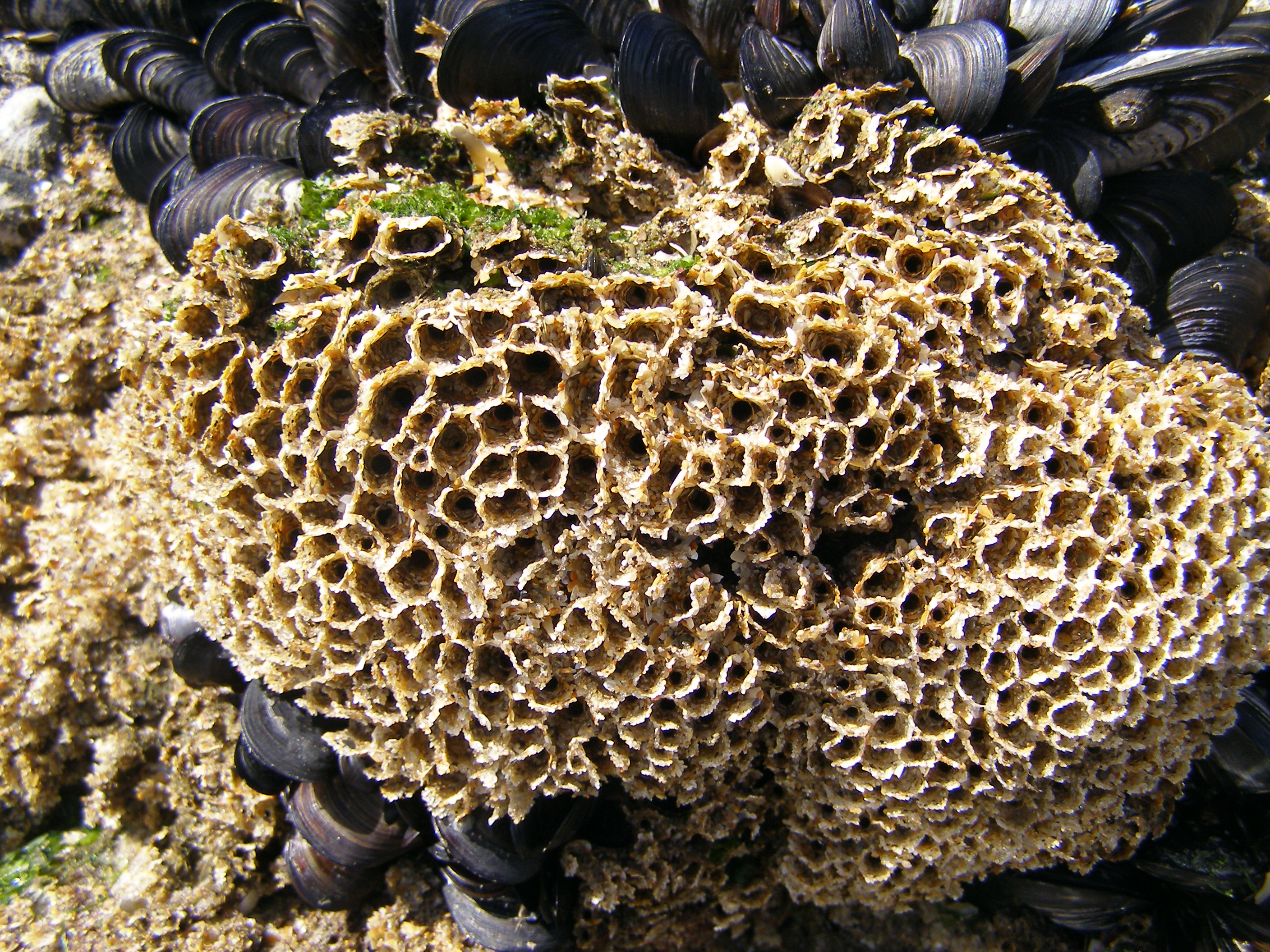
Kolonie von Sabellaria alveolata

Die Wohnröhren von Sabellaria alveolata bestehen aus Sandkörnern, die mit den Paleae am Mund eingesammelt und mit dem von Zementdrüsen am 2. Segment abgeschiedenen, verfestigten Schleim (Kittsubstanz) zementiert werden. Oft treten die Tiere mit ihren Wohnröhren in großer Zahl nebeneinander auf, so dass die Öffnungen der Röhren ein bienenwabenartiges Muster ergeben.

## Entwicklungszyklus
Sabellaria alveolata ist getrenntgeschlechtlich und wird etwa 3 bis 5 Jahre, ausnahmsweise auch bis 9 Jahre alt. Im Juli werden die Weibchen violett und die Männchen weißlich und entlassen ihre Gameten, so dass die Befruchtung im freien Meerwasser stattfindet. Aus den Zygoten entwickeln sich in rund 12 Stunden frei schwimmende Trochophora-Larven, die je nach Umweltbedingungen 6 Wochen bis 6 Monate als Zooplankton leben, das sich von Phytoplankton ernährt. Die reife Larve ist schließlich durch ihren Borsten (Paleae) am Mund als Sabellariide erkennbar und sinkt zu Boden, um zu einem kriechenden Wurm zu metamorphosieren und eine Wohnröhre zu bauen. Die Riffe von Sabellaria alveolata machen innerhalb weniger Jahre regelmäßige Zyklen von Wachstum und Zerfall durch, doch verbleiben ungestörte Standorte in der Regel über längere Zeit als solche.

## Ernährung
Sabellaria alveolata ernährt sich als Filtrierer von Detritus.

## Verbreitung, Lebensraum und Gefährdung
Sabellaria alveolata ist im nördlichen Atlantischen Ozean bis nach Senegal verbreitet und war dies früher auch in der Nordsee. Der Polychaet lebt in der Gezeitenzone bis in Meerestiefen von 26 m, wo er aus Schleim und Sandkörnern zylindrische Wohnröhren baut, die oft große Riffe bilden können. Noch im 19. Jahrhundert gab es mehr als 20 große Sandkorallenriffe im Wattenmeer des Deutschen Reiches, doch ist die Art heute in diesen Gebieten ausgestorben, und innerhalb der Nordsee gibt es lediglich vor den Britischen Inseln noch Restvorkommen. Grund für das Verschwinden der Sandkorallen ist die Schleppnetzfischerei, deren Grundschleppnetze sämtliche Riffe der genannten Regionen zerstört haben.

## Filme
- Albrecht Fischer: Die frühesten Entwicklungsvorgänge beim Spiralierkeim (Platynereis, Sabellaria, Pomatoceros). IWF Göttingen, 1983; verfügbare Sprachen: deutsch, englisch doi:10.3203/IWF/C-1476